# 9696 Жаффі
9696 Жаффі (9696 Jaffe) — астероїд головного поясу, відкритий 24 вересня 1960 року.
Тіссеранів параметр щодо Юпітера — 3,483.